# Historia territorial de Antioquia
La historia territorial de Antioquia se refiere a los cambios en los límites y el territorio de este departamento colombiano, desde su formación en 1576 hasta el presente. A lo largo de más de 400 años Antioquia se ha expandido, contraído, se le han segregado y agregado nuevos territorios; varias veces estos cambios se han debido más a criterios políticos y poblacionales que culturales.

## Siglos XVI a XVIII: conquista y conformación territorial
La conformación de Antioquia como una entidad territorial conjunta y diferenciada tuvo desde sus inicios variados inconvenientes que luego surgieron como problemas fronterizos, principalmente porque durante la conquista de Colombia los exploradores y conquistadores tenían derecho a adjudicarse para sí mismos aquellos territorios que descubriese; en el caso antioqueño, este fue varias veces repartido entre diversos aventureros que entablaron numerosas batallas por arrebatarse sus posesiones.
La primera controversia respecto a los límites antioqueños se dio en 1508 entre los exploradores Alonso de Ojeda y Diego de Nicuesa, quienes habían sido declarados gobernadores de Nueva Andalucía y Castilla de Oro, respectivamente. Debido a la inexactitud de la frontera entre ambas gobernaciones y a las múltiples desavenencias entre uno y otro bando por la exploración y conquista de territorios que creían poseer, decidieron entablar como límite litoral entre el cabo de la Vela y el cabo Gracias a Dios el fondo del golfo de Urabá en lo que sería la desembocadura del río León, que más tarde se trasladó la río Atrato.
Ojeda fundó en 1510 la ciudad de San Sebastián de Urabá en la ribera oriental del golfo de Urabá, asentamiento que duró poco debido a las constantes incursiones de los indígenas, al clima insalubre de la zona y la escasez de alimentos. Ojeda, desesperado ante tal situación le pidió a su subalterno Francisco Pizarro, por aquel entonces un joven soldado desconocido, que resguardara el fuerte mientras recurría por ayuda a La Española. Pasaron casi 2 meses y Ojeda no regresó, por lo que Pizarro decidió huir también a La Española junto con los colonos de San Sebastián; sin embargo cuando estaban a la altura de la Isla Fuerte se encontraron con la fuerza expedicionaria de Martín Fernández de Enciso, que recurría en ayuda de los pobladores abandonados. Enciso y Pizarro resolvieron regresar a San Sebastián pero encontraron el asentamiento arrasado, por lo que se trasladaron a la ribera occidental del golfo por insinuaciones de Vasco Núñez de Balboa, donde fundaron la segunda ciudad europea ubicada en tierra firme, Santa María la Antigua del Darién.
Desde esta ciudad salieron diversas expediciones para explorar el interior de Antioquia, entre ellas la de Vasco Núñez de Balboa y Pedrarias Dávila, las cuales exploraron gran parte de la cuenca del río Atrato y encontraron fuerte resistencia por parte de los indígenas, por lo cual no obtuvieron mayor éxito. En 1533 Pedro de Heredia sale desde Cartagena de Indias por orden de la corona española con el fin de conquistar y poblar los territorios ubicados al sur de Castilla de Oro hasta la línea equinoccial, siempre y cuando no estuvieran bajo mandato de otro gobernador; sin embargo por ese mismo periodo Jorge Robledo, lugarteniente de Sebastián de Belalcázar realizaba la misma tarea, pero partiendo desde Santafé. Mientras Heredia exploró el norte de Antioquia entre 1535 y 1540, en lo que hoy es Ayapel y el valle del río Sinú, Robledo hizo lo propio con los territorios que hoy pertenecen a los departamentos de Caldas y Risaralda entre 1538 y 1544. Durante su campaña fundó Santa Fe de Antioquia, lugar donde se encontraron Heredia y Robledo en 1542; debido a este encuentro y a que gran parte de Antioquia fue explorada por ambos conquistadores, surgió una fuerte disputa entre los Gobiernos de Cartagena y de Popayán por el dominio sobre el territorio antioqueño, que se resolvió a favor de esta última.
Por demás, el Partido (o Jurisdicción) de Santa Fe de Antioquia fue así parte de la Real Audiencia de Santafé de Bogotá (creada en 1549); el 5 de octubre de 1576 (algunas fuentes mencionan 1569 ó 1579) Antioquia fue separada de Popayán y erigida en una gobernación con territorio propio, convirtiéndose así en una de las entidades territoriales más antiguas de Colombia. Para 1580 Antioquia comprendía los partidos de Santafé, Ituango, Ayapel y Guamocó; en 1586 la región del Valle de Aburrá le fue trasferida desde el Gobierno de Popayán.
|  |  | Gobierno de Santa Fe de Antioquia aproximadamente en 1580 La creación del Gobierno de Antioquia se realizó por medio de la Real Cédula de 1576, con las jurisdicciones de Santa Fe de Antioquia, Cáceres, Zaragoza, Remedios y Caramanta, cuyos confines eran desconocidos. Más tarde le fueron agregados los partidos de Ituango, Ayapel, Guamocó y el Valle de Aburrá. |  |  |  |  |  |
|  |  | |  |  |  |  |  |
|  |  | Gobierno de Antioquia en 1644 Por medio de la Real cédula del 9 de junio de 1620 fue creado el efímero Gobierno del Darién, independiente de los gobiernos de Cartagena y Antioquia. Sin embargo en 1644 se le adjudican a Antioquia los partidos de Urabá, Bredunco y Nive, que hace pensar que el Darién fue extinto por esas fechas y su jurisdicción asignada al Chocó y Antioquia; como consecuencia del poco claro e impreciso proceso para realizar estas transferencias territoriales, los límites occidentales de Antioquia se tomaron como inciertos hasta bien entrado el siglo XIX.                                                 |  |  |  |  |  |
|  |  | |  |  |  |  |  |
|  |  | Gobierno de Antioquia en 1760 Debido al constante crecimiento de la población del Gobierno de Antioquia y a que los límites de este último hacia el siglo XVIII eran muy reducidos (se limitaban mayormente al territorio ubicado entre los valles de los ríos Cauca y Nare), el virrey José Solís Folch de Cardona decidió agregarle las jurisdicciones de Arma y Marinilla (1756), Remedios (1757) y Supía (1759), ampliando de esta forma el territorio de la provincia hacia el sur y el oriente. Por estas mismas fechas se segregaron de Antioquia los partidos de Ayapel y de Guamocó, los cuales se agregaron al Gobierno de Cartagena. |  |  |  |  |  |
|  |  | |  |  |  |  |  |
|  |  | Gobierno de Antioquia aproximadamente en 1800 A finales del siglo XVIII el Gobierno de Antioquia adquirió su máxima extensión territorial, ya que le fueron agregados el partido de Urabá y el valle medio del río Atrato (1762). Estas incorporaciones fueron (y todavía son) motivo de debates con las regiones contiguas, ya que nunca se delimitaron formalmente y agravaron en parte la problemática de control de recursos y de población de las regiones fronterizas. |  |  |  |  |  |

## sigloXIX: acomodamiento del territorio
|  |  | Estado Libre de Antioquia en 1813 En 1813, en pleno movimiento emancipador, se erige el Estado Libre de Antioquia dentro de la Nueva Granada como estado soberano e independiente. Su territorio comprendía, al menos por ley, el mismo que tenía la gobernación homónima en 1810. |  |  |  |  |  |
|  |  | |  |  |  |  |  |
|  |  | Provincia de Antioquia en 1824 La Ley de División Territorial de la República de Colombia del 25 de junio de 1824 creó un total de 12 departamentos para la Gran Colombia, entre ellos el de Cundinamarca que estaba formado por las provincias de Antioquia, Bogotá, Mariquita y Neiva. El 17 de abril de 1826 fue trasladada la capital de la provincia desde Santa Fe de Antioquia a Medellín. |  |  |  |  |  |
|  |  | |  |  |  |  |  |
|  |  | Departamento de Antioquia en 1830 Luego de la desmembración de la Gran Colombia se dicta en mayo de 1830 una ley con la cual las antiguas provincias neogranadinas tomaron el nombre de departamentos. Esta resolución duró hasta 1832, cuando la constitución de la República de la Nueva Granada dictaminó que el territorio de la república se dividía en provincias, las provincias en cantones, y los cantones en distritos parroquiales. |  |  |  |  |  |
|  |  | |  |  |  |  |  |
|  |  | Provincia de Antioquia en 1847 Entre 1847 y 1850 se dictaron varias leyes que segregaron y agregaron continuamente de Antioquia la región de Urabá; finalmente en 1851 este distrito fue trasladado a la Provincia del Chocó. |  |  |  |  |  |
|  |  | |  |  |  |  |  |
|  |  | Provincia de Antioquia en 1851 La insurrección conservadora de 1851 cuya causa fue la proclamación de varias leyes que iban en contra de la iglesia y del comercio de la provincia, provocó que el gobierno liberal de José Hilario López tomara la decisión de dividir territorialmente a Antioquia con el fin de debilitar la influencia conservadora en la región. De este modo se dictó la ley del 16 de mayo de 1851 que creó las provincias de Medellín (con capital en Medellín) y Córdova (con capital en Rionegro) segregándolas de Antioquia; |  |  |  |  |  |
|  |  | |  |  |  |  |  |
|  |  | Estado Federal de Antioquia en 1856 En 1855 la Provincia de Antioquia regresó a su configuración previa de 1850, pero sin Urabá. Al año siguiente se dicta la ley del 11 de junio de 1856 la cual crea, por presión de los conservadores en el Congreso Nacional, el Estado Federal de Antioquia teniendo como primera división territorial aquellas provincias en las que se había dividido en 1851. La ley del 14 de mayo de 1857 le agrega al Estado de Antioquia el distrito de Nare, segregándolo de la Provincia de Mariquita. Con este acto el territorio antioqueño se amplía hacia el sur, llegando hasta el río La Miel (hoy en el departamento de Caldas). Al año siguiente se crean 7 estados más, que conformaron así la república federal conocida como Confederación Granadina. |  |  |  |  |  |
|  |  | |  |  |  |  |  |
|  |  | Estado Soberano de Antioquia en 1863 En 1863 se constituyen los Estados Unidos de Colombia, país compuesto por un total de 9 estados soberanos y federados a perpetuidad, según la constitución; Antioquia era uno de esos estados, permaneciendo con los mismos límites de 1857. La división interna del estado cambió varias veces de forma y de nombre, hasta que en 1865 finalmente se adoptaron nueve departamentos, los cuales serían a la larga los que darían origen a las subregiones en las que Antioquia está dividida hoy. |  |  |  |  |  |
|  |  | |  |  |  |  |  |
|  |  | Departamento de Antioquia en 1886 Al declararse el régimen centralista y unitario de la República de Colombia, los antiguos estados soberanos quedaron convertidos en departamentos, permaneciendo con los mismos límites que poseían al momento de su creación. |  |  |  |  |  |

## sigloXX: establecimiento definitivo
|  |  | Departamento de Antioquia en 1905 La crisis económica surgida a causa de la Guerra de los Mil Días y la separación de Panamá llevó al gobierno de Rafael Reyes a realizar varias reformas administrativas que llevaron a una reorganización político administrativa profunda del país. De estas reformas surge la ley del 11 de abril de 1905, que segrega las provincias Sur de Antioquia y las provincias de Robledo y Marmato del Cauca, creando así un nuevo departamento con el nombre de Caldas y con capital en Manizales. Como retribución por haberle segregado parte de su territorio, el gobierno le regresó a Antioquia la región de Urabá. |  |  |  |  |  |
|  |  | |  |  |  |  |  |
|  |  | Departamento de Antioquia en 1908 Una segunda reforma llevada a cabo por Rafael Reyes en 1908 subdividió aún más los departamentos existentes hasta ese momento. Es de este modo que Antioquia fue dividida en 4 departamentos: Antioquia, Medellín, Jericó y Sonsón. |  |  |  |  |  |
|  |  | |  |  |  |  |  |
|  |  | Departamento de Antioquia en 1910 En 1909 se restauraron los departamentos existentes en 1905, es decir, los antiguos estados soberanos sumándoles los nuevos departamentos de Caldas, Atlántico, Huila, Valle del Cauca y Norte de Santander. Antioquia quedó así reunificada por segunda vez y adquirió un perfil territorial similar al actual, aunque persistían ciertos desacuerdos entre los límites con departamentos vecinos, principalmente Bolívar y Chocó. |  |  |  |  |  |
|  |  | |  |  |  |  |  |
|  |  | Departamento de Antioquia en 1926 El Territorio Vásquez fue cedido a Antioquia para su administración por parte del gobierno nacional durante 10 años, luego de los cuales regresó a Boyacá. |  |  |  |  |  |
|  |  | |  |  |  |  |  |
|  |  | Departamento de Antioquia en 1950 El 3 de noviembre de 1947 fue creado el departamento del Chocó por medio de la ley 13 de ese año. Dicha ley definía, entre otros aspectos, los límites del Chocó con los departamentos vecinos. |  |  |  |  |  |
|  |  | |  |  |  |  |  |
|  |  | Departamento de Antioquia en 1960 A mediados del siglo XX los respectivos gobernadores de los departamentos de Antioquia y del recién creado Córdoba decidieron normalizar los límites comunes, por lo cual se enviaron delegados para negociar la frontera más conveniente entre ambas entidades; de estas negociaciones se generó un acta que fue aprobada por los Decretos 383 de 1960 de la gobernación de Antioquia y 00434 de 1960 de la gobernación de Córdoba. En dicha acta se describió el límite que actualmente ostentan ambos departamentos, y por medio del cual desaparecían varias protuberancias que impedían un adecuado control territorial por parte de estos, como la que existía entre las serranías de Abibe y Ayapel (ubicada por aquel entonces en jurisdicción de los municipios de Ituango y Montería) que fue subsanada con una línea recta que va desde la cima del Alto de Carrizal a la cima de la Serranía de Ayapel. |  |  |  |  |  |

## sigloXXI
| Panorama general de Colombia | Panorama de Antioquia | Descripción |
| ---------------------------- | --------------------- | --- |
|                              |                       | Departamento de Antioquia en 2010 Desde 2000 persiste una disputa entre los departamentos de Antioquia y Chocó por la administración sobre el corregimiento fronterizo de Belén de Bajirá. Al ser este poblado elevado a la categoría de municipio por parte de la gobernación chocoana en 2000, las autoridades antioqueñas reaccionaron con una demanda ante el Consejo de Estado, la cual falló en noviembre de 2007 a favor de Antioquia al concluir que el territorio de esta población estaba dentro de ese departamento ya desde 1975 y que Belén de Bajirá había sido siempre atendido por los servicios de Antioquia. Con dicha declaración de nulidad de la ordenanza chocoana, Belén de Bajirá volvió a su naturaleza jurídica de corregimiento de Mutatá. |